# Cynanchum moratii
Cynanchum moratii är en oleanderväxtart som beskrevs av S. Liede. Cynanchum moratii ingår i släktet Cynanchum och familjen oleanderväxter. Inga underarter finns listade i Catalogue of Life.